# NGC 1565
NGC 1565 est une galaxie spirale intermédiaire (barrée ?) relativement éloignée et située dans la constellation de l'Éridan. NGC 1565 a été découverte par l'astronome américain Francis Leavenworth en 1885.

## Caractéristiques
Sa vitesse par rapport au fond diffus cosmologique est de 9 132 ± 32 km/s, ce qui correspond à une distance de Hubble de 134,7 ± 9,4 Mpc (∼439 millions d'al).